# Phare de Mehdia
Ne doit pas être confondu avec Phare de Mahdia.
Le phare de Mehdia est un phare situé dans la ville de Mehdia proche de Kénitra (région de Rabat-Salé-Kénitra - Maroc).
Il est géré par l'autorité portuaire et maritime au sein du Ministère de l'équipement, du transport, de la logistique et de l'eau.

## Histoire
Ce petit phare est une tourelle octogonale peinte en vert pâle, avec galerie et lanterne blanche, de 9 m de haut. La station est close par un mur. C'est un feu à occultations qui émet un groupe de trois éclats blancs toutes les 12 secondes, à une hauteur focale de 74 m au-dessus du niveau de la mer. Ce phare d'atterrissage, connecté au réseau électrique du secteur, à une portée de 34 milles nautiques (environ 60 km).
Il est érigé sur la rive de l'Oued Sebou, à l'entrée de Mehdia, dans la zone portuaire de Kénitra.
Identifiant : ARLHS : MOR044 - Amirauté : D2540.1 - NGA : 22944 .

### Lien connexe
- Liste des phares du Maroc